# Magnus Malm
Magnus Sigurd Malm, född 26 december 1951 i Rogberga församling, Jönköpings län, är en svensk  kristen författare.
Malm var under 1970-talet och 1980-talet redaktör för den radikala kristna tidskriften Nytt Liv. Hans författarskap är främst inriktat på kristen själavård. Malm tilldelades 2006 års C S Lewis-pris.
Malm är far till humanekologen Andreas Malm.

## Priser och utmärkelser
- Emmauspriset 2000
- C S Lewis-priset 2006